# Fabio Tricarico
Fabio Tricarico (Milano, 27 novembre 1969) è un ex calciatore italiano, di ruolo centrocampista.

## Carriera
Giocava nel ruolo di centrocampista incontrista.
Dopo una iniziale esperienza di alcune stagioni sui campi della Serie C (Spezia, Mantova ed Empoli), raggiunge le Serie superiori proprio con gli azzurri toscani, allenati da Luciano Spalletti, con i quali esordisce in Serie B nel 1996-1997.
A La Spezia si mette in mostra con 4 reti nella stagione 1994/1995, una delle quali di testa segnata alla Pistoiese ed una con tiro dalla distanza nella gara casalinga contro la SPAL, conclusasi 2-1.
Nel dicembre 1994 segna anche nel 3-2 interno contro l'Alessandria. Gioca con continuità, mettendosi in mostra e raccogliendo in totale 32 presenze ed una rete pesante nella vittoria esterna per 0-1 contro l'Ospitaletto.
La sua carriera è molto lunga e gli ha consentito di giocare su tutti i campi dalla Serie A, dove ha militato con la maglia del Torino. Esordisce in Serie A con i granata nel 1999-2000, collezionando 27 presenze.
Tornerà a vestire la maglia dello Spezia nel biennio 2003-2005, sempre in Serie C1, raccogliendo 59 presenze in due stagioni. Conquista con la maglia bianca dei liguri la Coppa Italia Serie C nella stagione 2004-2005.
Gioca altre 2 stagioni con il Monza in Serie C1, prosegue con un biennio al Renate in Serie D per  l'ultima stagione della carriera
Dopo il ritiro ricopre il ruolo di osservatore per Torino e Catania; nel 2013 ricopre la carica di vicepresidente dell'Associazione "Free Players", che raccoglie ed allena calciatori svincolati; dal 12 luglio 2013 diventa direttore sportivo (diploma conseguito il 20 aprile 2009 a Coverciano) del Seregno in Serie D.
Il 1º ottobre 2014 assume la medesima funzione alla Pro Patria di Busto Arsizio, firmando un contratto valido fino al 30 giugno 2015. 
Il 22 maggio 2015, in seguito al coinvolgimento del dirigente della squadra lombarda nella nuova inchiesta sul calcioscommesse Dirty Soccer, viene esonerato.

## Palmarès

### Club

#### Competizioni nazionali
- Coppa Italia Serie C: 2

Empoli: 1995-1996
Spezia: 2004-2005